# Båthussjön (Åsele socken, Lappland)
Båthussjön är en sjö i Åsele kommun i Lappland och ingår i Ångermanälvens huvudavrinningsområde. Sjön har en area på 0,432 kvadratkilometer och ligger 322,3 meter över havet. Sjön avvattnas av vattendraget Stamsjöån.

## Delavrinningsområde
Båthussjön ingår i det delavrinningsområde (713093-154964) som SMHI kallar för Inloppet i Braxtjärnen. Medelhöjden är 350 meter över havet och ytan är 12,83 kvadratkilometer. Räknas de 12 avrinningsområdena uppströms in blir den ackumulerade arean 217,62 kvadratkilometer. Stamsjöån som avvattnar avrinningsområdet har biflödesordning 2, vilket innebär att vattnet flödar genom totalt 2 vattendrag innan det når havet efter 222 kilometer. Avrinningsområdet består mestadels av skog (77 procent) och sankmarker (18 procent). Avrinningsområdet har 0,01 kvadratkilometer vattenytor vilket ger det en sjöprocent på 0,1 procent.